# Lettland i Eurovision Song Contest 2023
Lettland deltog i Eurovision Song Contest 2023 i Liverpool i Storbritannien med låten "Aijā" av Sudden Lights. Bidraget valdes genom Supernova 2023 som organiserades av LTV.

## Bakgrund
Lettland debuterade i Eurovision Song Contest 2000, och har deltagit varje år sen dess. Efter införandet av semifinaler har Lettland tagit sig till final 6 gånger: 2005, 2006, 2007, 2008, 2015 och 2016, men deras bästa resultat var innan semifinalerna introducerades, nämligen 2002 då Marie N fick 176 poäng med låten "I Wanna".

## Innan Eurovision

### Supernova 2023
3 augusti 2022 bekräftade LTV att landet skulle delta 2023. 21 september 2022 bekräftade de att Supernova skulle fortsätta att utse landets bidrag till tävlingen.

#### Format
Supernova 2023 bestod av två shower: en semifinal och en final. Semifinalen hölls den 4 februari 2023 och innehöll 15 bidrag, av vilka de tio med högst poäng gick vidare till finalen. Finalen hölls den 11 februari 2023. Resultaten av semifinalen och finalen bestämdes 50/50 av juryröster och allmänna röster. Båda gav poäng från 1-8, 10, 12. Tittare kunde rösta via telefon eller via SMS.

#### Tävlande bidrag
21 september öppnade LTV så att artister kunde ansöka om att tävla i Supernova, med deadline satt till 1 december 2022. LTV meddelade senare att 121 låtar hade lämnats in. En jury valde ut 15 av dessa låtar som meddelades 5 januari 2023. Bland de tävlande artisterna fanns Justs, som representerade Lettland i Eurovision Song Contest 2016. 6 januari diskvalificerades Saule eftersom hans låt redan hade framförts 2021.
| Artist            | Låt                 | Låtskrivare                                                                                                |
| ----------------- | ------------------- | --- |
| 24. Avēnija       | "You Said"          | Ernests Vīgners, Kārlis Grīnbergs                                                                          |
| Adriana Miglāne   | "Like I Wanna"      | Adriana Miglāne, Charlie Mason, Darren Michaels, Martin Älenmark                                           |
| Alise Haijima     | "Tricky"            | Alise Haijima                                                                                              |
| Artūrs Hatti      | "Love Vibes"        | Agnese Rozniece, Baiba Ozoliņa, Karlīne Anna Ērgle, Matīss Repsis, Toms Kalderauskis                       |
| Avéi              | "Let Me Go"         | Daniela Brilovska, Ieva Kudlāne, Raitis Aukšmuksts                                                         |
| Inspo             | "Sway"              | Aivars Lietaunieks, Nadīna Stirniniece                                                                     |
| Justs             | "Stranger"          | Justs Sirmais, Uku Moldau, Weronika Maria Gabryelczyk                                                      |
| Katrine Miller    | "Beaten Down"       | Andris Lūkins, Katrīne Millere                                                                             |
| Luīze             | "You to Hold Me"    | Luīze Vītola                                                                                               |
| Markus Riva       | "Forever"           | Markus Riva                                                                                                |
| Patrisha          | "Hush"              | Jūlijs Melngailis, Krists Indrišonoks, Nanna Prip Pedersen, Patrīcija Ksenija Cuprijanoviča, Rūdolfs Budze |
| Reinis Straume    | "Fake Love"         | Daniel Levi Viinalass, Jānis Jačmenkins, Reinis Straume                                                    |
| Saule             | "Finally Happy"     | Krišjānis Suntažs, Rolands Priverts                                                                        |
| Sudden Lights     | "Aijā"              | Andrejs Reinis Zitmanis, Kārlis Matīss Zitmanis, Kārlis Vārtiņš, Mārtiņš Matīss Zemītis                    |
| Toms Kalderauskis | "When It All Falls" | Julianna Tīruma, Toms Kalderauskis                                                                         |

#### Semifinal
| Nr | Artist            | Låt                 | Resultat   |
| -- | ----------------- | ------------------- | ---------- |
| 1  | Artūrs Hatti      | "Love Vibes"        | Advanced   |
| 2  | Alise Haijima     | "Tricky"            | Advanced   |
| 3  | Inspo             | "Sway"              | Eliminated |
| 4  | Toms Kalderauskis | "When It All Falls" | Advanced   |
| 5  | Katrine Miller    | "Beaten Down"       | Eliminated |
| 6  | Justs             | "Stranger"          | Eliminated |
| 7  | Adriana Miglāne   | "Like I Wanna"      | Eliminated |
| 8  | 24. Avēnija       | "You Said"          | Advanced   |
| 9  | Markus Riva       | "Forever"           | Advanced   |
| 10 | Avéi              | "Let Me Go"         | Advanced   |
| 11 | Patrisha          | "Hush"              | Advanced   |
| 12 | Raum              | "Fake Love"         | Advanced   |
| 13 | Luīze             | "You to Hold Me"    | Advanced   |
| 14 | Sudden Lights     | "Aijā"              | Advanced   |

#### Final
| Nr | Artist            | Låt                 | Jury | Tittare | Tittare | Total | Placering |
| Nr | Artist            | Låt                 | Jury | Röster  | Poäng   | Total | Placering |
| -- | ----------------- | ------------------- | ---- | ------- | ------- | ----- | --------- |
| 1  | Alise Haijima     | "Tricky"            | 3    | 5,607   | 3       | 6     | 8         |
| 2  | Luīze             | "You to Hold Me"    | 2    | 2,384   | 1       | 3     | 10        |
| 3  | Raum              | "Fake Love"         | 4    | 6,986   | 5       | 9     | 6         |
| 4  | Toms Kalderauskis | "When It All Falls" | 7    | 2,608   | 2       | 9     | 7         |
| 5  | Artūrs Hatti      | "Love Vibes"        | 1    | 6,251   | 4       | 5     | 9         |
| 6  | Patrisha          | "Hush"              | 10   | 50,958  | 10      | 20    | 2         |
| 7  | Sudden Lights     | "Aijā"              | 12   | 66,307  | 12      | 24    | 1         |
| 8  | 24. Avēnija       | "You Said"          | 8    | 8,735   | 7       | 15    | 3         |
| 9  | Avéi              | "Let Me Go"         | 5    | 8,294   | 6       | 11    | 5         |
| 10 | Markus Riva       | "Forever"           | 6    | 27,302  | 8       | 14    | 4         |

## På Eurovision
31 januari 2023 hölls en lottning för vilka länder som skulle tävla i vilken halva av vilken semifinal och i vilken semifinal The Big Five (Frankrike, Italien, Spanien, Storbritannien och Tyskland) och Ukraina kommer att rösta i. Då lottades Lettland in i första halvan i första semifinalen.